# Championnat du Burundi de football 2024-2025
Navigation
Saison précédente Saison suivante
La saison 2024-2025 du Championnat du Burundi de football est la soixante-deuxième édition de la Ligue A, le championnat de première division au Burundi. Les seize meilleures équipes du pays sont regroupées au sein d’une poule unique où ils s’affrontent deux fois au cours de la saison, à domicile et à l’extérieur. En fin de saison, les trois derniers du classement sont relégués et remplacés par les trois meilleurs clubs de deuxième division.
Le club Vital’O FC est le tenant du titre.

## Déroulement de la saison
Le club Aigle Noir FC de Makamba termine à la première place en fin de saison et remporte son 2e titre de champion du Burundi.
Le champion du Burundi se qualifie pour la Ligue des champions de la CAF 2025-2026 tandis que le vainqueur de la coupe nationale obtient son billet pour la Coupe de la confédération 2025-2026.

## Les clubs participants
- Vital’O FC
- Rukinzo FC
- Le Messager FC Ngozi
- Aigle Noir FC de Makamba
- Kayanza United
- Flambeau du Centre
- Olympique Star
- Bumamuru FC
- Musongati FC
- BS Dynamik
- Inter Star
- LLB Amasipiri FC
- Moso Sugar Company
- Ngozi City  - Promu de D2
- Deira Academy FC - Promu de D2
- Royal Vision 2026  - Promu de D2

## Compétition
Le barème utilisé pour établir le classement est le suivant :
- Victoire : 3 points
- Match nul : 1 point
- Défaite : 0 point

### Classement
| Rang | Équipe                   | Pts | J  | G  | N  | P  | Bp | Bc | Diff |
| ---- | ------------------------ | --- | -- | -- | -- | -- | -- | -- | ---- |
| 1    | Aigle Noir FC de Makamba | 71  | 30 | 22 | 5  | 3  | 62 | 14 | +48  |
| 2    | Musongati FC             | 60  | 30 | 18 | 6  | 6  | 56 | 18 | +38  |
| 3    | Bumamuru FC              | 58  | 30 | 16 | 10 | 4  | 48 | 23 | +25  |
| 4    | Vital’O FC T             | 55  | 30 | 15 | 10 | 5  | 54 | 26 | +28  |
| 5    | Flambeau du Centre C     | 55  | 30 | 15 | 10 | 5  | 52 | 25 | +27  |
| 6    | Rukinzo FC               | 52  | 30 | 15 | 7  | 8  | 63 | 35 | +28  |
| 7    | Olympique Star           | 50  | 30 | 14 | 8  | 8  | 39 | 22 | +17  |
| 8    | Inter Star               | 48  | 30 | 15 | 3  | 12 | 47 | 42 | +5   |
| 9    | Le Messager FC Ngozi     | 46  | 30 | 12 | 10 | 8  | 40 | 44 | -4   |
| 10   | Ngozi City P             | 40  | 30 | 11 | 7  | 12 | 40 | 44 | -4   |
| 11   | Royal Vision 2026 P      | 32  | 30 | 8  | 8  | 14 | 41 | 57 | -16  |
| 12   | Kayanza United           | 28  | 30 | 8  | 4  | 18 | 39 | 65 | -26  |
| 13   | BS Dynamik               | 27  | 30 | 6  | 9  | 15 | 30 | 54 | -24  |
| 14   | Deira Academy FC P       | 23  | 30 | 6  | 5  | 19 | 27 | 59 | -32  |
| 15   | Moso Sugar               | 13  | 30 | 4  | 1  | 25 | 22 | 82 | -60  |
| 16   | LLB Amasipiri FC         | 10  | 30 | 3  | 1  | 26 | 25 | 83 | -58  |

|  | Qualification pour la Ligue des champions de la CAF 2025-2026            |
|  | Qualification pour la Coupe de la confédération 2025-2026                |
|  | Relégation directe en deuxième division                                  |
|  | T : Tenant du titre C : Vainqueur de la Coupe du Burundi P : Promu de D2 |

## Bilan de la saison
| Championnat du Burundi de football 2024-2025 |                                     |
| Champion                                     | Aigle Noir FC de Makamba (2e titre) |
| Coupes et trophées                           |                                     |
| Vainqueur de la Coupe du Burundi 2024-2025   | Flambeau du Centre                  |
| Qualifications continentales                 |                                     |
| Ligue des champions de la CAF 2025-2026      | Aigle Noir FC de Makamba            |
| Coupe de la confédération 2025-2026          | Flambeau du Centre                  |
| Promotions et relégations                    |                                     |
| Promus en Ligue A                            | Muzinga FC                          |
| Promus en Ligue A                            | BG Green Farmers                    |
| Promus en Ligue A                            | Garage Express FC                   |
| Relégués en Ligue B                          | Deira Academy FC                    |
| Relégués en Ligue B                          | Moso Sugar                          |
| Relégués en Ligue B                          | LLB Amasipiri FC                    |